# Toyama Stadium
Das Toyama Stadium (jap. 富山県総合運動公園陸上競技場, Toyama-ken Sōgō Undō Kōen Rikujō Kyōgijō), auch bekannt als Toyama Athletic Recreation Park Stadium, ist ein  Mehrzweckstadion in der japanischen Stadt Toyama in der Präfektur Toyama. Es ist die Heimspielstätte des Fußballvereins Kataller Toyama, der momentan in der J3 League, der dritthöchsten Liga des Landes, spielt. Das Stadion hat ein Fassungsvermögen von 28.000 Personen.

## Galerie

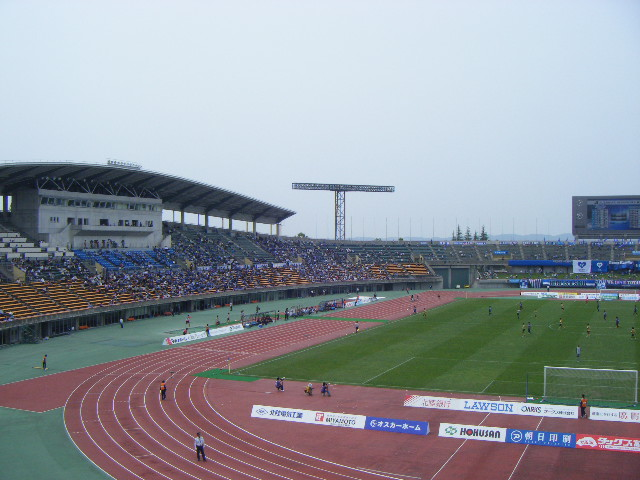
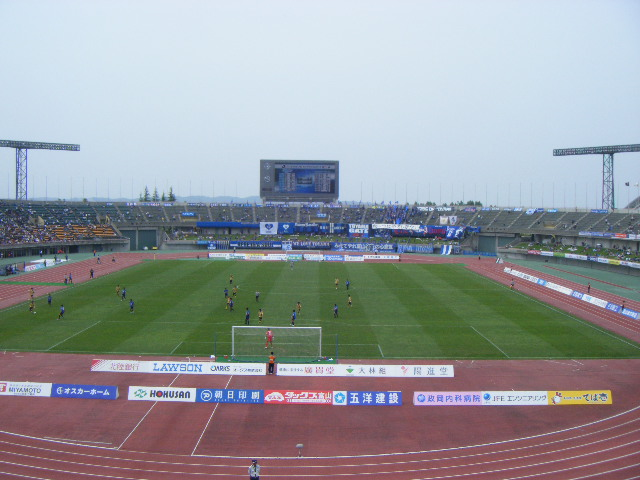
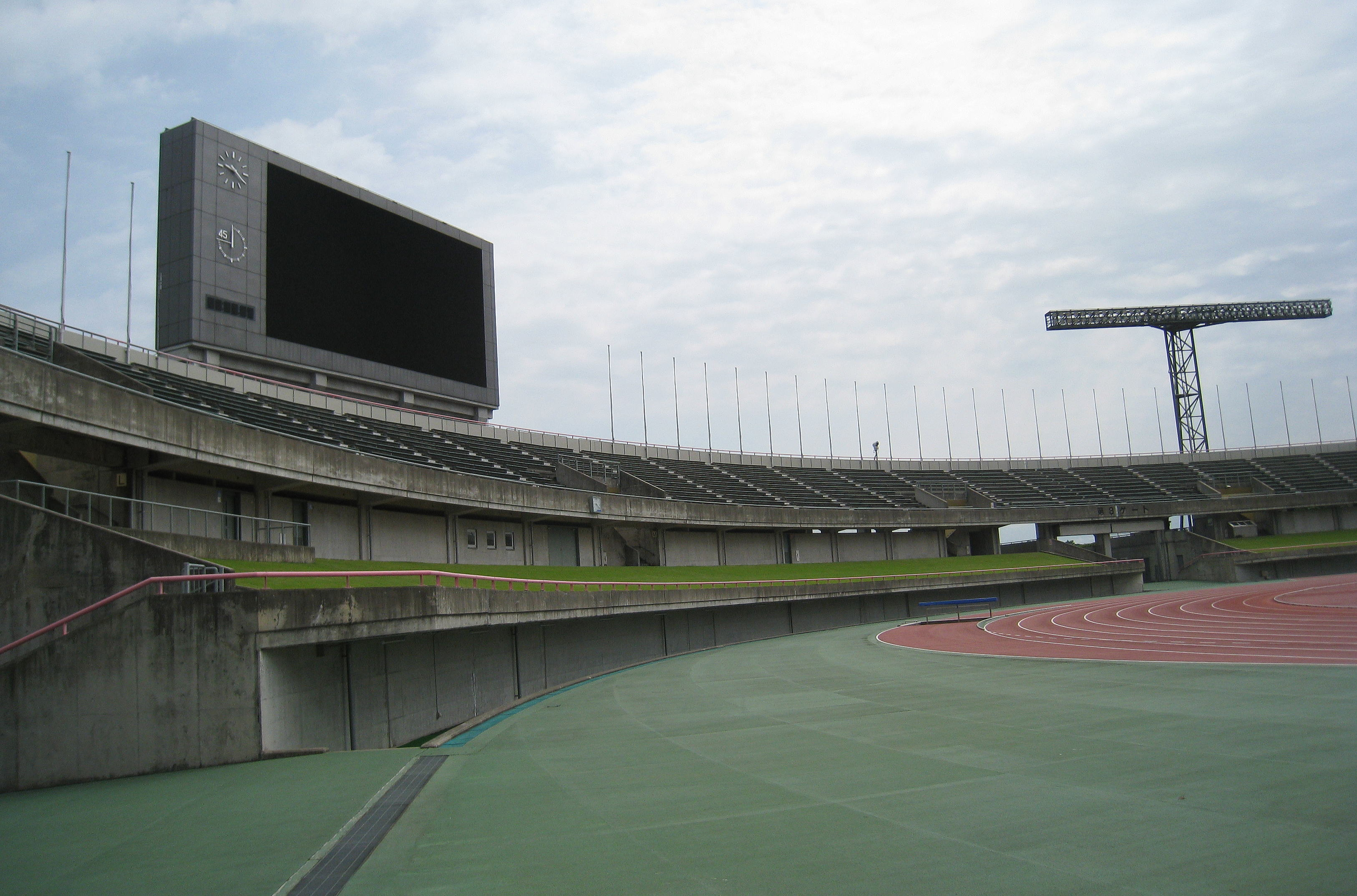